# Semtěš
Semtěš (německy Semtiesch) je obec v okrese Kutná Hora ve Středočeském kraji. Žije zde 273 obyvatel. Ve vzdálenosti devět kilometrů severovýchodně leží město Přelouč, deset kilometrů jihozápadně město Čáslav, sedmnáct kilometrů západně město Kutná Hora a dvacet kilometrů východně město Chrudim.

## Historie
První písemná zmínka o obci pochází z roku 1322.
V obci Semtěš (přísl. Bumbalka, 766 obyvatel, evang. kostel) byly v roce 1932 evidovány tyto živnosti a obchody: 3 hostince, kolář, 3 kováři, krejčí, mlýn, 2 obuvníci, 2 pojišťovací jednatelství, porodní asistentka, truhlář, 2 obchody se smíšeným zbožím, spořitelní a záložní spolek pro Semtěš, 2 trafiky.

## Obyvatelstvo
| Rok            | 1869 | 1880 | 1890 | 1900 | 1910 | 1921 | 1930 | 1950 | 1961 | 1970 | 1980 | 1991 | 2001 | 2011 | 2021 |
| -------------- | ---- | ---- | ---- | ---- | ---- | ---- | ---- | ---- | ---- | ---- | ---- | ---- | ---- | ---- | ---- |
| Počet obyvatel | 627  | 668  | 671  | 648  | 607  | 608  | 517  | 417  | 405  | 364  | 331  | 290  | 278  | 249  | 276  |
| Počet domů     | 88   | 93   | 100  | 105  | 111  | 115  | 117  | 121  | 118  | 103  | 97   | 111  | 118  | 126  | 135  |

## Obecní správa

### Územněsprávní začlenění
Dějiny územněsprávního začleňování zahrnují období od roku 1850 do současnosti. V chronologickém přehledu je uvedena územně administrativní příslušnost obce (osady) v roce, kdy ke změně došlo:
- do 1849 země česká, kraj Čáslav
- 1850 země česká, kraj Pardubice, politický okres Kutná Hora, soudní okres Čáslav[7]
- 1855 země česká, kraj Čáslav, soudní okres Čáslav
- 1868 země česká, politický i soudní okres Čáslav
- 1939 země česká, Oberlandrat Kolín, politický i soudní okres Čáslav[8]
- 1942 země česká, Oberlandrat Praha, politický i soudní okres Čáslav[9]
- 1945 země česká, správní i soudní okres Čáslav[10]
- 1949 Pardubický kraj, okres Čáslav[11]
- 1960 Středočeský kraj, okres Kutná Hora
- 1961 Středočeský kraj, okres Kutná Hora, městys Bílé Podolí[12]
- k 24. listopadu 1990 Středočeský kraj, okres Kutná Hora[12]
- 2003 Středočeský kraj, obec s rozšířenou působností Čáslav

### Obecní symboly
Znak a vlajka byly obci uděleny rozhodnutím předsedy Poslanecké sněmovny Parlamentu České republiky dne 21. června 2018.

## Doprava
Dopravní síť
- Pozemní komunikace – Do obce vedou silnice III. třídy. Ve vzdálenosti tři kilometry vede silnice I/17 Čáslav – Chrudim – Zámrsk.

- Železnice – Železniční trať ani stanice na území obce nejsou.

Veřejná doprava 2011
- Autobusová doprava – Z obce vedly v pracovních dnech autobusové linky např. do těchto cílů : Čáslav, Horka I, Hradec Králové, Kutná Hora, Pardubice, Přelouč (dopravce Veolia Transport Východní Čechy, a. s.). O víkendu byla obec bez dopravní obsluhy.

## Pamětihodnosti
- Tvrz Semtěš, jejím pozůstatkem je gotická věž, vysoká 22 metrů, využívaná jako rozhledna[14] Věž je kulturní památkou České republiky.[15]
- Nad východním okrajem vesnice se v katastrálním území sousedních Sovolusk dochovaly terénní pozůstatky hradu ze třináctého století zvaného Hradiště nad Semtěší.[16]
- Evangelický kostel z let 1860–1863.

## Galerie

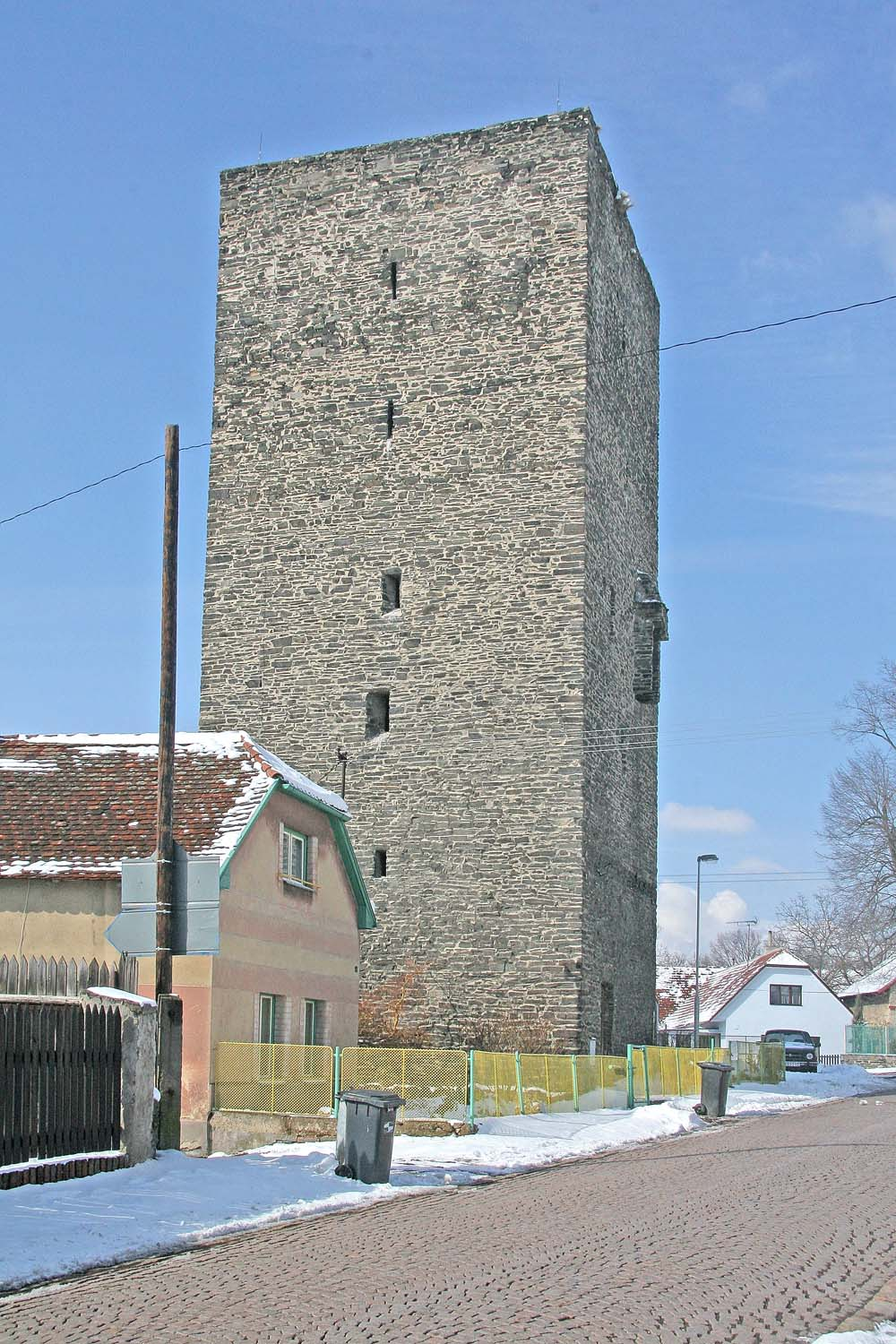
Hranolová věž tvrze
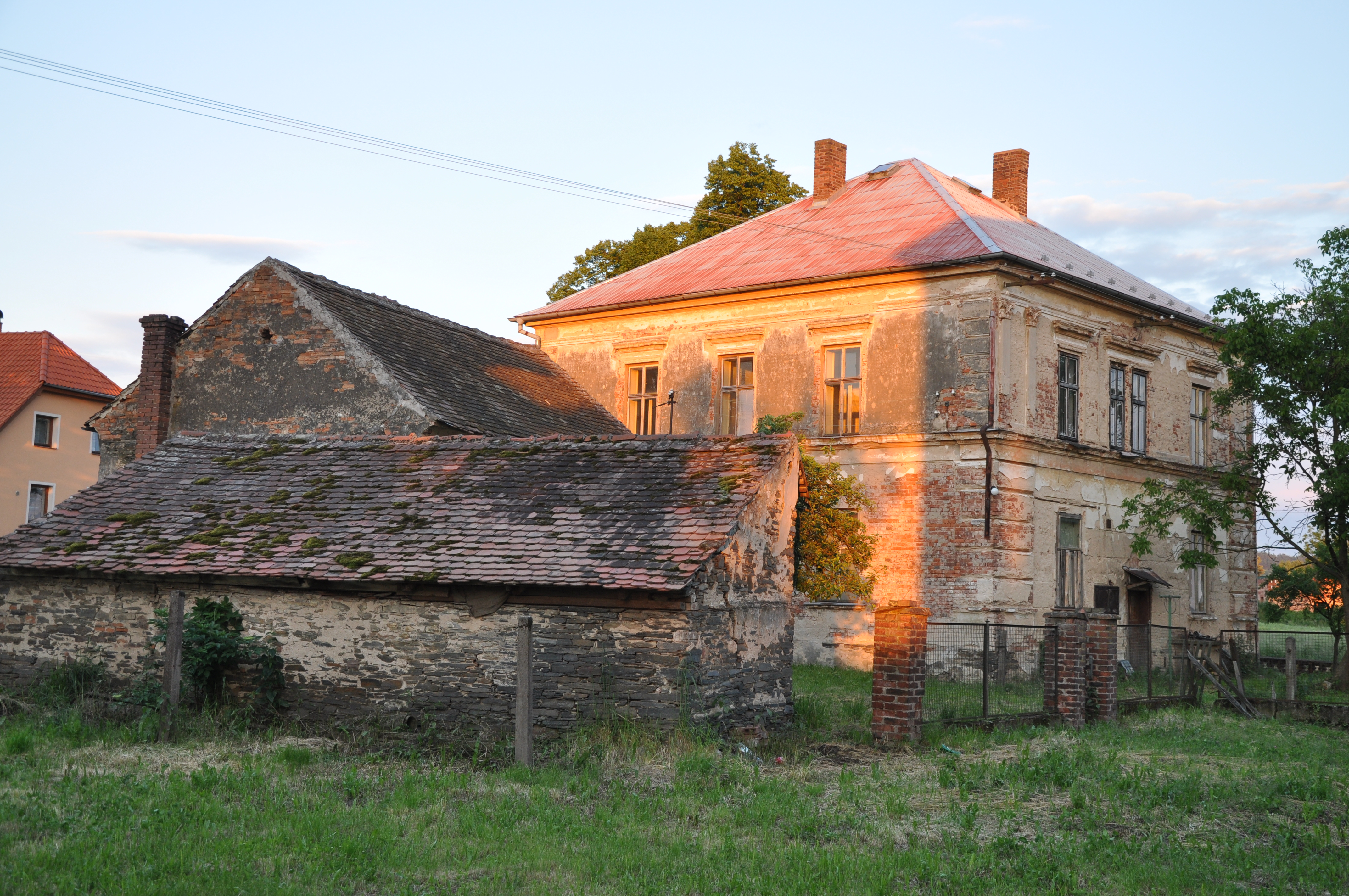
Evangelická fara
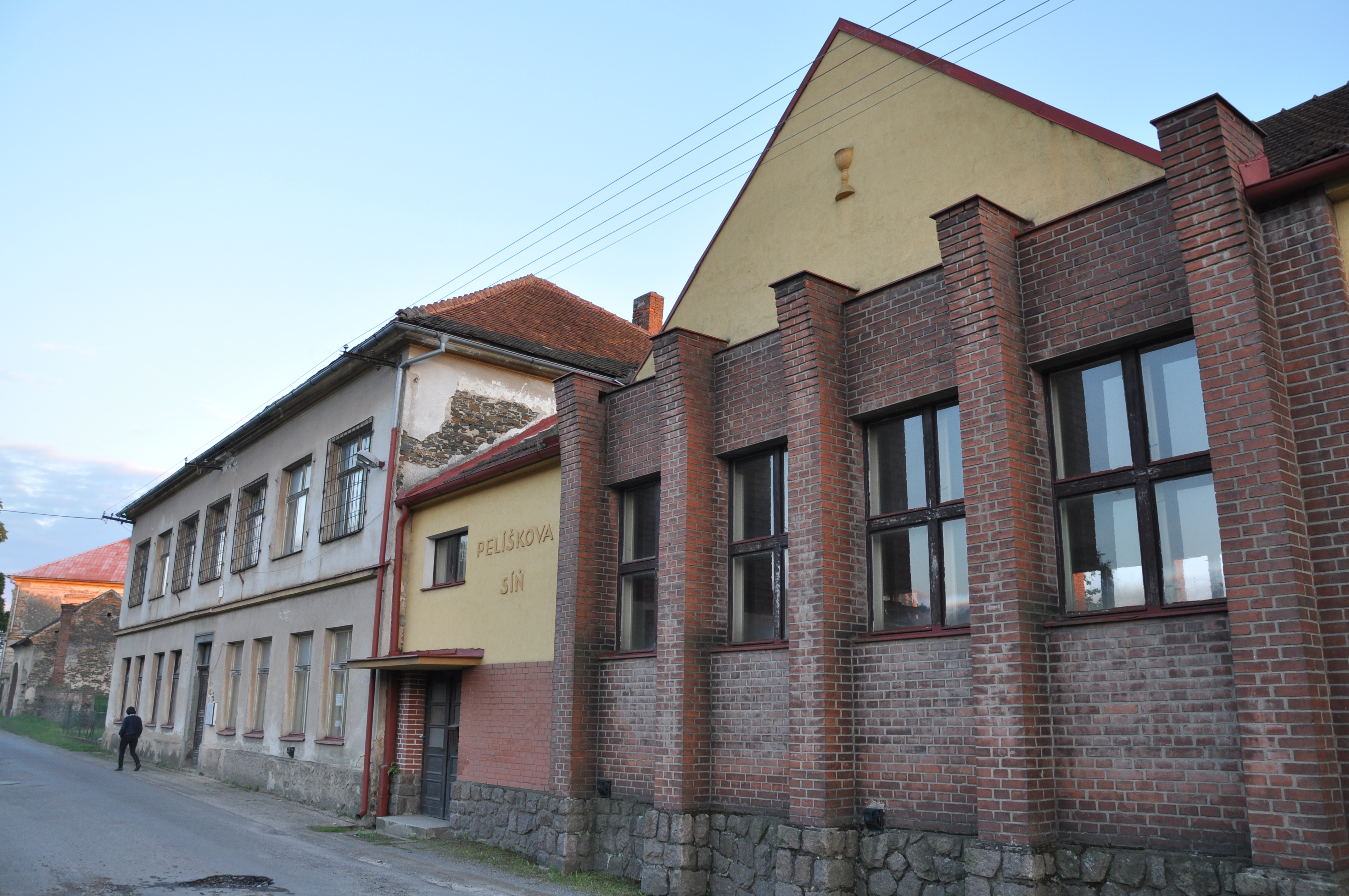
Pelíškova síň
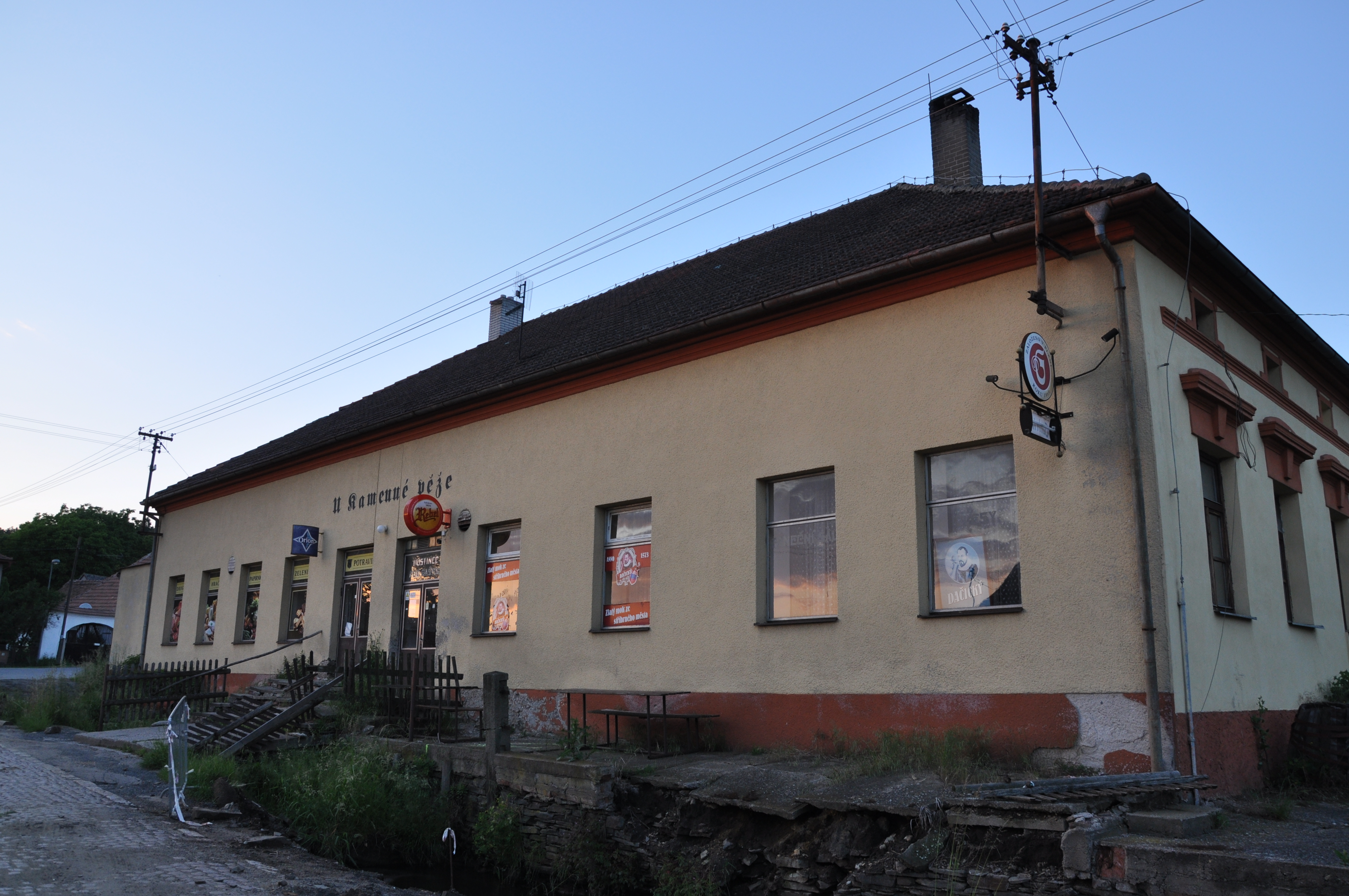
Hospoda